# Mosty, rzeki, ludzie
Mosty, rzeki, ludzie – szósty album studyjny polskiego zespołu rockowego Lipali. Premiera zapowiedziana była na 22 listopada 2019. Album promuje singiel „Kim jestem?”.

## Lista utworów[2]
1. „Będzie dobrze” - 5:08
2. „Kim jestem?” - 3:02
3. „Od brudu” - 5:23
4. „PA” - 4:41
5. „Trzy serca” - 3:26
6. „Ocalimy nas” - 3:59
7. „Stoimy na ramionach skał” - 3:25
8. „Zapasy w błocie” - 3:57
9. „Świat upada” - 4:02
10. „Przed siebie, od siebie, za siebie” - 5:07